# Guantánamo (pokrajina)
Guantánamo je najistočnija kubanska pokrajina. Okružuje američku vojnu bazu Guantánamo Bay (prostor zaljeva Guantánamo kontroliraju SAD od kubansko-američkog sporazuma 1903). Reljef je pretežno planinski. Planina Nipe-Sagua-Baracoa pokrajinu dijeli na dva klimatska dijela. U sjevernom dijelu pušu jaki vjetrovi koji donose kišu te rastu prašume, južni dio je suh i rastu kaktusi. Nacionalni park Alejandro de Humboldt je upisan na listu Svjetske baštine UNESCO-a zbog značajnih geoloških oblika i mnogih endemskih biljnih i životinjskih vrsta. 
Zaljev Guantánamo je posjetio Kristofor Kolumbo 1494. i nazvao ga Puerto Grande. Prostor pokrajine Guantanamo je kulturno različit od ostatka Kube jer su tamo kroz povijest dolazili doseljenici iz raznih naroda (prvi stanovnici su španjolski Katalonci, zatim su dolazili Britanci i Irci, zatim Francuzi s Haitija i doseljenici s Jamajke) koji su ostavili kulturni utjecaj. Glavni grad pokrajine se također zove Guantánamo. Drugi grad je Baracoa. Glavna djelatnost pokrajine je proizvodnja šećera i kave.